# 스위스 핸드볼 국가대표팀
스위스 핸드볼 국가대표팀(독일어: Schweizer Handballnationalmannschaft, 프랑스어: Équipe de Suisse de handball, 이탈리아어: Nazionale di pallamano della Svizzera)은 스위스를 대표하여 국제 경기에 참가하는 핸드볼 국가대표팀이며, 스위스 핸드볼 연맹이 운영하고 있다.